# Toni Kanaet
Toni Kanaet (4 settembre 1995) è un taekwondoka croato.

## Palmarès
- Giochi olimpici

Tokyo 2020: bronzo negli 80 kg.
- Europei

Montreux 2016: argento nei 74 kg;
Kazan 2018: oro nei 74 kg.
Manchester 2022: bronzo negli 80 kg.
Belgrado 2024: oro negli 80 kg.